# Mali Otok (Légrád)
Mali Otok falu Horvátországban Kapronca-Kőrös megyében. Közigazgatásilag Légrádhoz tartozik.

## Fekvése
Légrádtól 4 km-re délnyugatra a Drávamenti-síkságon  fekszik.

## Története
1857-ben 175, 1910-ben 284 lakosa volt. A trianoni békeszerződésig Varasd vármegye Ludbregi járásához tartozott. 2001-ben 170 lakosa volt.

## Külső hivatkozások
- Légrád blogja